# Комуністичне підпілля на території України у часи Другої світової війни
Комуністи́чне підпі́лля на терито́рії Украї́ни у часи́ Дру́гої світово́ї війни́ — сукупність створених ВКП(б) організацій опору на окупованій гітлерівцями території України в роки Другої Світової війни. На початку окупації України зі сформованих у той час 23 підпільних обкомів і 5 тисяч міськкомів, райкомів та партійних осередків змогли розгорнути роботу 13 обкомів і 390 міськкомів, райкомів та партійних осередків. Партійно-державні органи одразу взяли рух Опору під свій ідеологічний, кадровий і організаційний контроль. Упродовж усієї війни ВКП(б) намагалася утримувати під своїм впливом і керівництвом не тільки партійне і комсомольське, але й т. зв. патріотичне підпілля, яке виникло стихійно й основний склад якого не був комуністичним.
Через недоліки в управлінні, брак досвіду й відсутність широкої підтримки населення на першому етапі свого існування радянське підпілля зазнало відчутних втрат. Лише 10 % підпільних організацій пережили зиму 1941/42. Загалом упродовж окупації загинуло близько 40 тис. підпільників.
Для створення в тилу ворога дієвої мережі підпільних організацій радянське керівництво відряджало на окуповані території спецгрупи. Від травня 1942 і до кінця 1944 за лінію фронту було направлено 40 тисяч комуністів і 11,5 тисяч комсомольців. Здебільшого їх скеровували в зони активної діяльності партизанів у північні лісові райони України. На більшій частині степової та лісостепової зон України, в промислових центрах та містах основну масу антифашистського підпілля становило місцеве населення. Для загального керівництва боротьбою населення окупованих територій було створено нелегальний ЦК КП(б)У. Мережа партійного підпілля охопила майже всю територію України. Діяльність його була спрямована в перший період війни на організацію саботажів та диверсій, на останньому етапі — також на бойову взаємодію з радянськими військами.

## Підпільна боротьба
Підпільна боротьба стала одним із найбільш ефективних та масових видів руху Опору, вона була поширена на всій території України і здійснювалася в різноманітних формах:

1) орг. розбудова: залучення до підпільної діяльності нових членів, розширення підпільної мережі, встановлення зв'язку з ін. підпільними орг-ціями, партизан. загонами та з "Великою землею", планування операцій, налагодження управління й конспірації, створення матеріальної бази підпілля, облаштування явок і "поштових скриньок", підробка документів, легалізація підпільників, насадження агентури в окупаційних установах;

2) агітація й пропаганда: інформаційна війна, поширення правдивих і неправдивих відомостей в усній (чутки, радіопередачі) або друкованій (листівки, газети) формі з метою схилити місц. населення й (рідше) самого противника на свій бік; доведення до населення успіхів руху Опору в антифашист. боротьбі; антифашист. пропаганда й агітація, прийом і розповсюдження інформації з рад. радіо, поширення зведень Радінформбюро, протидія нім. пропаганді;

3) психологічна війна: відновлення й збереження елементів рад. влади на окупованих територіях, підтримка патріотичних настроїв серед населення, поширення думок і чуток про швидке повернення Червоної армії, створення у свідомості людей ефекту присутності й непорушності рад. влади у вигляді підпільно-партизан. формувань, запобігання співпраці місц. населення з окупантами, залякування зрадників і нестійких елементів, підрив бойового духу окупаційних військ та адміністрації; дезінформування окупаційних властей, морально-психологічне розкладання адміністрації ворога й його військ. формувань, політ. робота серед населення окупованих територій. Провокування окупантів на несиметричні репресії проти мирного населення і розширення таким чином соціальної бази руху Опору;

4) саботаж: свідоме невиконання або недбале виконання певних обов'язків, неспівпраця з окупантами, невихід на роботу, відмова від сплати податків та здачі с.-г. продукції, пошкодження обладнання, розкрадання майна, прихована протидія військ., політ., екон. заходам окупантів; проникнення в окупаційні органи влади; протидія угонові молоді на роботу до Німеччини; переховування євреїв, циганів, поранених червоноармійців і партизанів; допомога військовополоненим, збитим льотчикам, утікачам та "оточенцям";

5) диверсії: виведення з ладу воєнних, пром. та ін. об'єктів, порушення управління військами, порушення комунікацій (доріг, мостів), вузлів та ліній зв'язку, високовольтних ліній, отруєння і знищення водогонів та криниць, руйнація живої сили й воєнної техніки тощо;

6) розвідка: збір і передача розвідувальних відомостей для воєнного й політ. кер-ва СРСР, партизан. загонів, ін. підпільних орг-цій;

7) терор: знищення живої сили противника; ліквідація зрадників, колабораціоністів, представників окупаційної адміністрації;

8) сприяння партизан. загонам: постачання партизанам продовольства, зброї та амуніції, розвідданих; створення партизан. резервів; організація й мобілізація боєздатного населення, яке залишилося на окупованій території, переправлення його до партизан. загонів;

9) збройне повстання: відкритий збройний виступ проти окупантів з метою звільнення населених пунктів або безпосередньої взаємодії з Червоною армією.
Найбільшу активність підпільники проявляли у великих містах центральної, південної і східної України: Києві, Одесі, Дніпропетровську, Харкові, Запоріжжі, Миколаєві, Херсоні, містах Криму й Донбасу. Найбільш відомими сучасникам підпільними організаціями стали: "Молода гвардія" (Краснодон), "Народна гвардія" (Львів), "Партизанська іскра" (с. Кримка Первомайського р-ну Миколаїв. обл.), "Центр" (Миколаїв), "Ревком" (Запоріжжя). У заліснених районах північної України підпільники діяли в тісній взаємодії з партизанськими загонами.
За офіційними даними, впродовж 1941–44 у складі 22-х підпільних обкомів, 13-ти інших великих підпільних центрів, 200-т міськкомів і райкомів КП(б)У, понад 50-ти підпільних обкомів, міськкомів та райкомів комсомолу, 3,5 тис. низових організацій і груп боролися з ворогом 100 тис. підпільників.